# Doľany (okres Levoča)
Doľany (Hongaars: Dolyán) is een Slowaakse gemeente in de regio Prešov, en maakt deel uit van het district Levoča.
Doľany telt 520 inwoners.
Volgens de volkstelling van 2021 is Doľany een van de weinige gemeenten in Slowakije met een Romani meerderheid: 70,73% van de bevolking was Rom. De overige inwoners waren vooral etnische Slowaken (28,11%).